# Els Ports de Beseit
Els Ports de Beseit este o arie protejată (arie specială de conservare — SAC, sit de importanță comunitară — SCI) din Spania întinsă pe o suprafață de 10.159,21 ha, integral pe uscat.

## Localizare
Centrul sitului Els Ports de Beseit este situat la coordonatele 40°45′38″N 0°07′22″E / 40.7606°N 0.122649°E.

## Înființare
Situl Els Ports de Beseit a fost declarat sit de importanță comunitară în iulie 2000 pentru a proteja 5 specii de animale. Situl a fost protejat și ca arie specială de conservare în februarie 2021.

## Biodiversitate
Situată în ecoregiunea mediteraneană, aria protejată conține 20 de habitate naturale: Grohotișuri termofile și vest-mediteraneene, Pajiști carstice calcaroase sau bazofile, de Alysso-Sedion albi, Pante stâncoase calcaroase cu vegetație casmofită, Matorral arborescenți cu Juniperus spp., Pseudostepă cu ierburi și specii anuale de Thero-Brachypodietea, Păduri iberice de Quercus faginea și Quercus canariensis, Pajiști umede mediteraneene cu ierburi înalte de Molinio-Holoschoenion, Izvoare petrifiante cu formare de travertin (Cratoneurion), Păduri de pin (sub-) mediteraneene cu pini negri endemici, Tufărișuri termo-mediteraneene și de pre-deșert, Mlaștini calcaroase cu Cladium mariscus și specii de Caricion davallianae, Păduri de Quercus ilex și Quercus rotundifolia, Pajiști alpine și subalpine calcaroase, Galerii de Salix alba și de Populus alba, Liziere de ierburi înalte hidrofile de câmpie și de nivel montan până la alpin, Păduri endemice cu Juniperus spp., Râuri mediteraneene cu debit permanent și vegetație de Glaucium flavum, Formațiuni stabile xerotermofile de Buxus sempervirens pe pante stâncoase (Berberidion p.p.), Lacuri eutrofice naturale cu vegetație de tip Magnopotamion sau Hydrocharition, Păduri de pin mediteraneene cu pini mezogeni endemici.
La baza desemnării sitului se află mai multe specii protejate:
- mamifere (1): vidră de râu (Lutra lutra)
- nevertebrate (2): Austropotamobius pallipes, Graellsia isabellae
- pești (2): Achondrostoma arcasii, Parachondrostoma miegii

Pe lângă speciile protejate, pe teritoriul sitului au mai fost identificate 10 specii de plante, 26 de specii de păsări, 4 specii de amfibieni, 3 specii de mamifere, 4 specii de pești, 2 specii de reptile.